# 兰桥镇 (秀山县)
兰桥镇，是中华人民共和国重庆市秀山土家族苗族自治县下辖的一个乡镇级行政单位。

## 行政区划
兰桥镇下辖以下地区：
红卫社区、新华村、官舟村、正树村、寨瓦村和巨龙村。